# Салах аль-Мухтар
Салах аль-Мухтар (араб. صلاح المختار‎; род. 1944; Багдад, Королевство Ирак) — иракский политический, государственный, партийный деятель, журналист и дипломат; нынешний генеральный секретарь Иракского отделения партии Баас (в подполье; с 18 ноября 2020).

## Биография
Салах аль-Мухтар родился в 1944 году в Багдаде.
Учился в Багдадском университете, где получил степень бакалавра. Также имеет степень магистра от университета Лонг-Айленда.
С 1961 году работал журналистом в различных изданиях Ирака, в 1993 — 1998 годах был генеральным директором газеты «Al-Gumhouriya».
Участвовал в Ирано-иракской войне, где дослужился до звания полковника вооружённых сил.
В 1980 — 1984 годах служил представителем Ирака при Организации Объединённых Наций.
В начале 1999 года стал послом Ирака в Индии, в 2003 году аналогичную должность занимал в посольстве страны во Вьетнаме.
После начавшегося вторжения США и их союзников в страну, а также свержением Саддама Хусейна уехал в Йемен. Весной 2011 года Салах в связи с начавшейся арабской весной уехал в Германию, где получил статус беженца.
В октябре 2020 года умер Иззат Ибрагим ад-Дури, занимавший должность генсека партии с января 2007 года. 18 ноября Салах был избран генеральным секретарем.

## Взгляды
В различных интервью Салах высказывал свои взгляды на мир и политику Ирака.
В августе 2000 года он в интервью изданию «Rediff» назвал Израиль «агрессивным государством», а также заявил, что война в Персидком заливе была войной Ирака и США, а не Кувейта.
В феврале 2003 года дал повторное интервью «Rediff», где заявлял, что Ирак целиком и полностью готов к войне с Соединёнными Штатами Америки. Также он назвал эту страну и Великобританию — «самыми отъявленными преступниками в истории человечества».
Считает, что Саддам Хусейн был мужественным человеком.